# Cuevas del Valle
Cuevas del Valle é um município da Espanha na província de Ávila, comunidade autónoma de Castela e Leão, de área  km² com população de 559 habitantes (2007) e densidade populacional de 30,13 hab/km².

## Localização
Localiza-se no sul da província de Ávila.
| Noroeste: San Martín del Pimpollar | Norte: San Martín del Pimpollar | Nordeste: Villarejo del Valle |
| Oeste: El Arenal                   |                                 | Este: Villarejo del Valle     |
| Sudoeste: Mombeltrán               | Sul: Mombeltrán                 | Sudeste: Villarejo del Valle  |

## Demografia
| Variação demográfica do município entre 1991 e 2004 | Variação demográfica do município entre 1991 e 2004 | Variação demográfica do município entre 1991 e 2004 | Variação demográfica do município entre 1991 e 2004 |
| --------------------------------------------------- | --------------------------------------------------- | --------------------------------------------------- | --------------------------------------------------- |
| 1991                                                | 1996                                                | 2001                                                | 2004                                                |
| 670                                                 | 662                                                 | 620                                                 | 580                                                 |